# Claude Pinart
Pour les articles homonymes, voir Pinart.
Claude (Ier) Pinart, baron de Cremailles (ou Cramaille) et de Malines, premier baron de Valois, est un homme d'État français né à Blois vers 1525 et mort en son château de Cremailles le 14 septembre 1605.

## Biographie
Il est le fils de François, seigneur de Molines, maître d'hôtel de Charles, duc de Bourbon.
D'abord secrétaire du maréchal de Saint-André, favori du roi Henri II, il devient commis au camp le 2 novembre 1552 puis trésorier payeur des cent gentilshommes de la Maison du roi en 1556. Pourvu d'un office de notaire et secrétaire du roi vacant par le décès de Pierre Hotte au mois de septembre 1558 , il obtient le 4 février 1559, un autre office de notaire et secrétaire du roi vacant par résignation de Charles de Croismare. Il résigne au même Charles de Croismare son premier office de notaire et secrétaire du roi. Par lettres patentes datées de Tours du  29 septembre 1569 il est pourvu secrétaire  des finances. Il prête serment pour cette charge le 10 décembre 1569. Il est envoyé à Lyon chercher de l'argent puis en mission auprès du duc d'Albe.
Du 13 septembre 1570 au 8 septembre 1588 il est secrétaire d'État à la place de son cousin Claude III de L'Aubespine, seigneur d'Hauterive. Il prête serment du 16 septembre 1570. De décembre 1574 à avril 1575, il est envoyé en Suède en qualité d'ambassadeur extraordinaire pour demander en mariage la princesse Elisabeth, sœur du roi Jean III. En mai 1581, il part en ambassade en Angleterre avec une importante délégation pour négocier un éventuel mariage entre la reine Élisabeth et le duc d'Alençon, frère de Henri III. De septembre 1586 à mars 1587, il accompagne Catherine de Médicis dans un voyage dans le Midi de la France et participe aux conférences de Saint-Bris. D'octobre à décembre 1587, il reste à Paris avec la reine mère qui assure la régence pendant que Henri III est à l'armée.
Le 8 septembre 1588, Henri III lui donne ordre de se retirer en sa maison ainsi qu'aux autres secrétaires d'État Villeroy et Brulart, au chancelier de Cheverny et au surintendant Bellièvre. Claude Pinart installe avec sa famille à Château-Thierry dont il est gouverneur militaire. Le 25 juin 1591 il arrêté à Senlis où il s’est rendu  pour voir le sieur de l’Aubépine, son cousin. 
En 1576, il achète à Antoine et Catherine de Silly la terre de Louvois. Le 30 décembre 1577, il prête hommage et foi de sa baronnie de Louvois et de ses dépendances à Marie Stuart, reine d'Écosse, douairière de France et châtelaine d'Epernay. En 1578, il acquiert la seigneurie de Ludes d'Adrien Paternotte et de demoiselle Hennequin. 
Il épouse avant le 13 février 1583 Marie de L'Aubespine (morte le 5 juin 1591), fille de Gilles de l'Aubespine et Marie Gobelin, dame d’honneur de  Catherine de Médicis en 1573. De cette union naissent deux enfants:
1. Claude (II) Pinart (mort en 1641), gentilhomme de la chambre du roi, capitaine de cinquante hommes d'armes, il est reçu le 31 décembre 1569 à la survivance de son père secrétaire des finances expédiant au Conseil, ce qui est confirmé par le roi Henry III le 3 octobre 1574 et le 24 janvier 1580. Il est reçu notaire et secrétaire du roi à la survivance de son père et immatriculé le 12 février 1578[5]. Nommé gouverneur de Château-Thierry en 1590, il rend la citadelle au duc de Mayenne le 16 avril 1591. Le parlement réfugié à Châlons le condamne par contumace à mort et à la confiscation de ses biens[15] dans un arrêt du 20 juillet 1591. Le jour même il est exécuté en effigie sur la place du grand marché à Châlons[16]. Néanmoins, l'année suivante, Henri IV lui accorde des lettres d'abolition avec le droit de racheter ses domaines moyennant une amende de 30,000 ducats[17]. Auparavant, il est qualifié de "marquis de Comblisy et de Launoy, seigneur de Japonnay, Villesavoye, Mont Saint Martin, Villethierry, des Vaureilles et de Chasnay en Poitou"[18]. La terre et châtellenie de Maillebois (venue de sa seconde femme) est érigée en marquisat par lettres du mois d'avril 1621, registrées le 30 août 1625[19]. Louvois est aussi érigé en marquisat avec 7 terres en février 1625[20] (non registré). Il épouse par contrat du 8 mai 1586, Françoise de La Marck (morte en 1592), fille de Charles Robert de La Marck (1541-1622)[21], comte de Maulévrier et de Braine et de Jacqueline d'Averton[22] : d'où Antoinette Pinart, épouse de Jacques (II) de Rouville de Chavigny, comte de Clinchamp. Il épouse en secondes noces Anne Le Camus de Jambville, dame de Jambville, Maillebois, etc.  (morte le 10 février 1651)[23], fille et unique héritière d‘Antoine Le Camus, président à mortier au Parlement de Paris[24]. Veuve, elle se remaria avec François-Christophe de Lévis, duc de Dampville, gouverneur du Limousin, aussi sans enfants.
2. Madeleine Pinart (morte à Paris le 6 avril 1654 ) elle se marie par contrat du 12 septembre 1583[25], passé devant Robert Moreau et Jean Davoust notaires au Châtelet de Paris avec Charles de Prunelé (mort à Paris le 18 avril 1624), chevalier de l'ordre du roi (11 avril 1580), gentilhomme ordinaire de la chambre du roi (11 avril 1580-30 mai 1623), vidame de Normandie (19 avril 1584-30 mai 1623)[26], ambassadeur en Écosse en 1585-1586[27], capitaine de cinquante hommes d'ordonnance (17 décembre 1594-30 mai 1623)[28],[29].

Ses armes sont de gueules à trois pommes de pin d'or, au lion de même, passant en chef